# Люксембурзька федерація хокею на льоду
Люксембурзька федерація хокею на льоду (фр. Fédération Luxembourgeoise de Hockey sur Glace) — організація, яка займається проведенням на території Люксембургу змагань з хокею із шайбою. Член ІІХФ з 23 березня 1912 року.
На початку 1980-х років в країні було 2 клуби: «Іверспорт» (Люксембург) і «Бофор» (Ехтернах). Але у 1984—85 роках команди злились і утворили хокейний клуб «Люксембург» (Люксембург). У тому сезоні команда зустрічалась лише у товариських матчах, в основному із західнонімецькими клубами, а також із командами з Франції, Канади, Нідерландів. Усі матчі проходили у Люксембурзі.
У 1985—86 роках «Люксембург», у якому 25 хокеїстів, провів 31 матч з командами із ФРН, Франції, Нідерландів, Бельгії, Швейцарії, а також із командою ветеранів Люксембургу. Найрезультативнішими гравцями клубу стали Патрік Вінанді — 52 очки (34+18), А. Шпандер — 50 (36+14), В. Краузе — 42 (34+8), Г. Шуллер — 41 (19+22). Найкращим гравцем року був визнаний Патрік Вінанді. Усі матчі відбулись на льоду зали «Люксембург-Штадт» і відкритої ковзанки в Ехтернаху. Керував командою Ерік Вайлланкурт, який поєднував посади президента Люксембурзької федерації хокею на льоду, менеджера і тренера «Люксембурга».